# 騎官十
騎官十（α Lup / 豺狼座α）是豺狼座的最亮星，也是一顆藍巨星。R. H. Allen在他的著作Star Names: Their Lore and Meaning中建议使用其巴比伦名字Kakkab Su-gub Gud-Elim，意为“带角公牛的左手”。其中文名意为“骑官第十星”。
騎官十在1956年被分类为仙王座β变星。光变周期为0.29585天(超过7小时6分)，是已知同类型中最长周期之一。
骑官十的光度变化约为0.03，这大约是总光度的3%。在其附近的一颗恒星可能是它的光学伴星。骑官十是距离太阳最近的OB星协——天蝎-半人马星协的成员。